# 신송로 (인천)

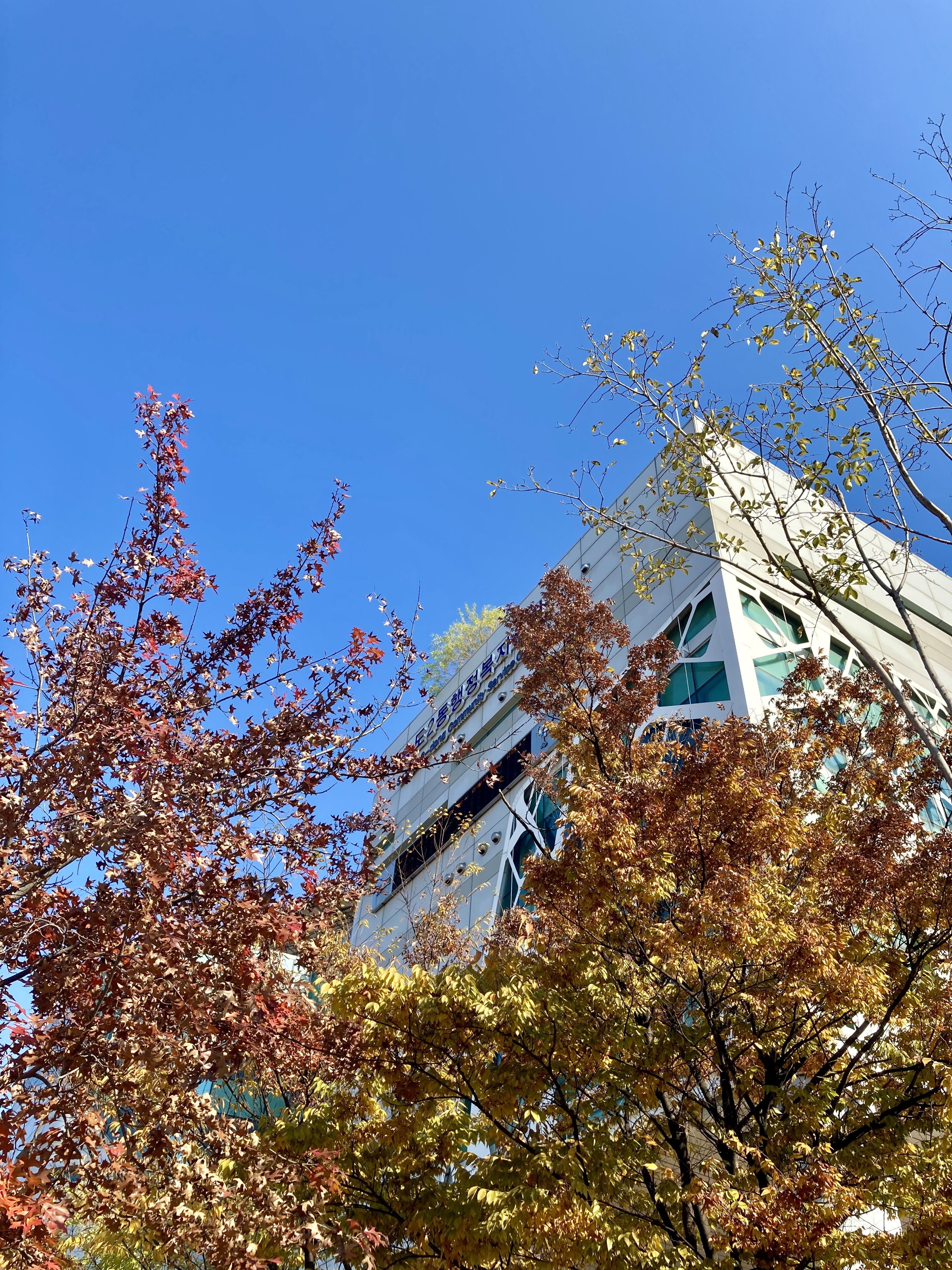
신송로의 가을(송도2동행정복지센터 풍경)

신송로(新松路)는 인천광역시 연수구 송도동에 있는 인천광역시도로, 총 연장은 2.549 km이다. 또한 도로명은 신송이라는 이름을 쓰는 교육 기관이 위치하는 것에서 유래되었다.

## 역사
- 2009년 5월 14일 : 도로명으로 신송로를 고시

## 주요 경유지
- 연수구
  - 송도2동 - 송도1동 - 송도3동[A]

## 접촉하는 도로
- 송도국제대로
- 컨벤시아대로
- 아트센터대로

## 주변 건물 및 시설
- 송도센타프라자 (신송로 121/송도동 3-4)
- 송도프라자 (신송로 122/송도동 2-6)
- 더 마란츠타워 (신송로 153/송도동 21-38)
- 더 제니스 (신송로 154/송도동 20-20)
- 송도하이츠 (신송로 161/송도동 21-14)
- 플러스원프라자 (신송로 166/송도동 20-14)
- 이든프라자 (신송로 168/송도동 20-13)
- 에이스프라자 (신송로 170/송도동 20-12)
- 송도2동행정복지센터 (신송로 248/송도동 16-3)

## 사진

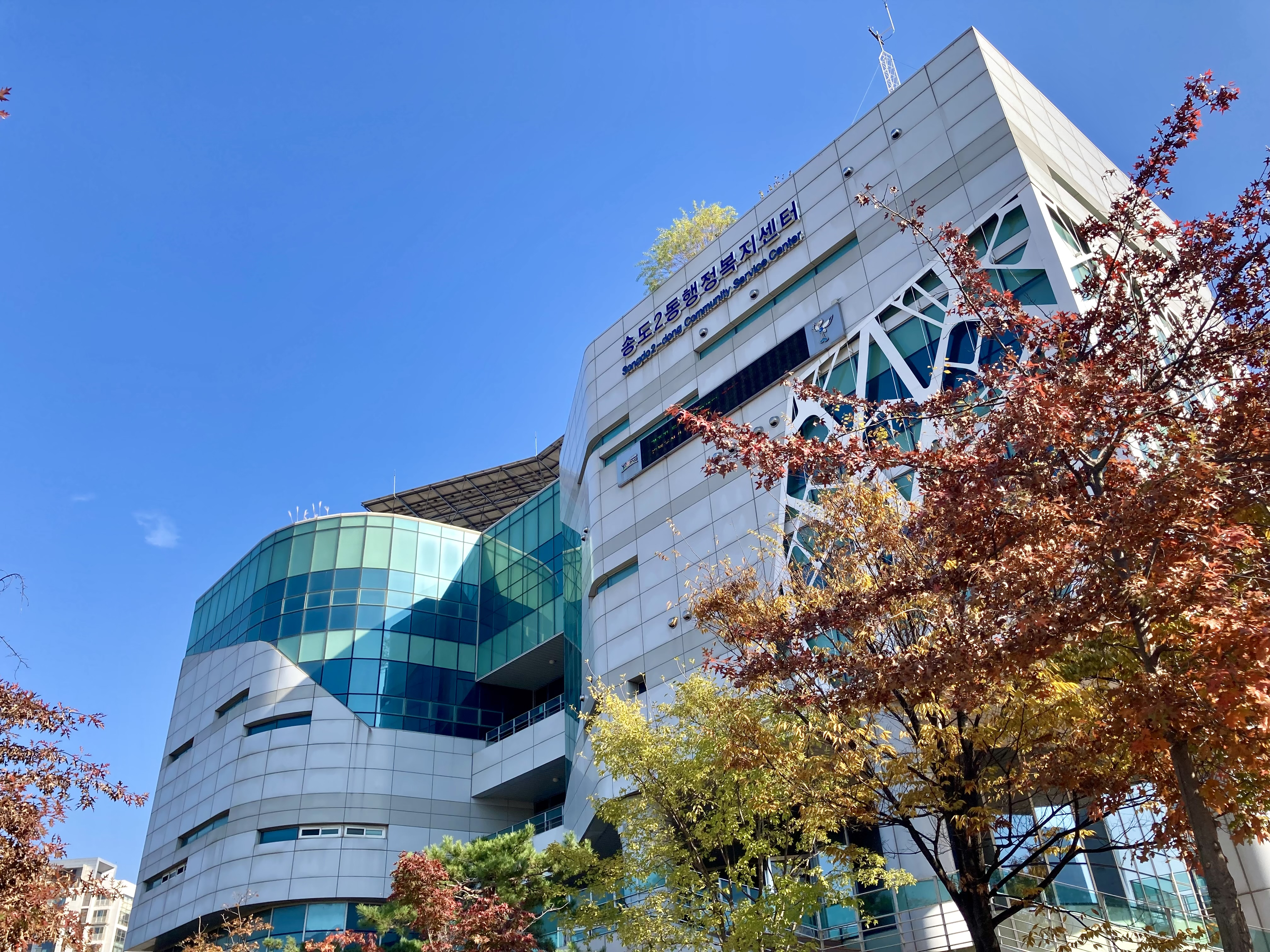
송도2동행정복지센터(신송로 248)
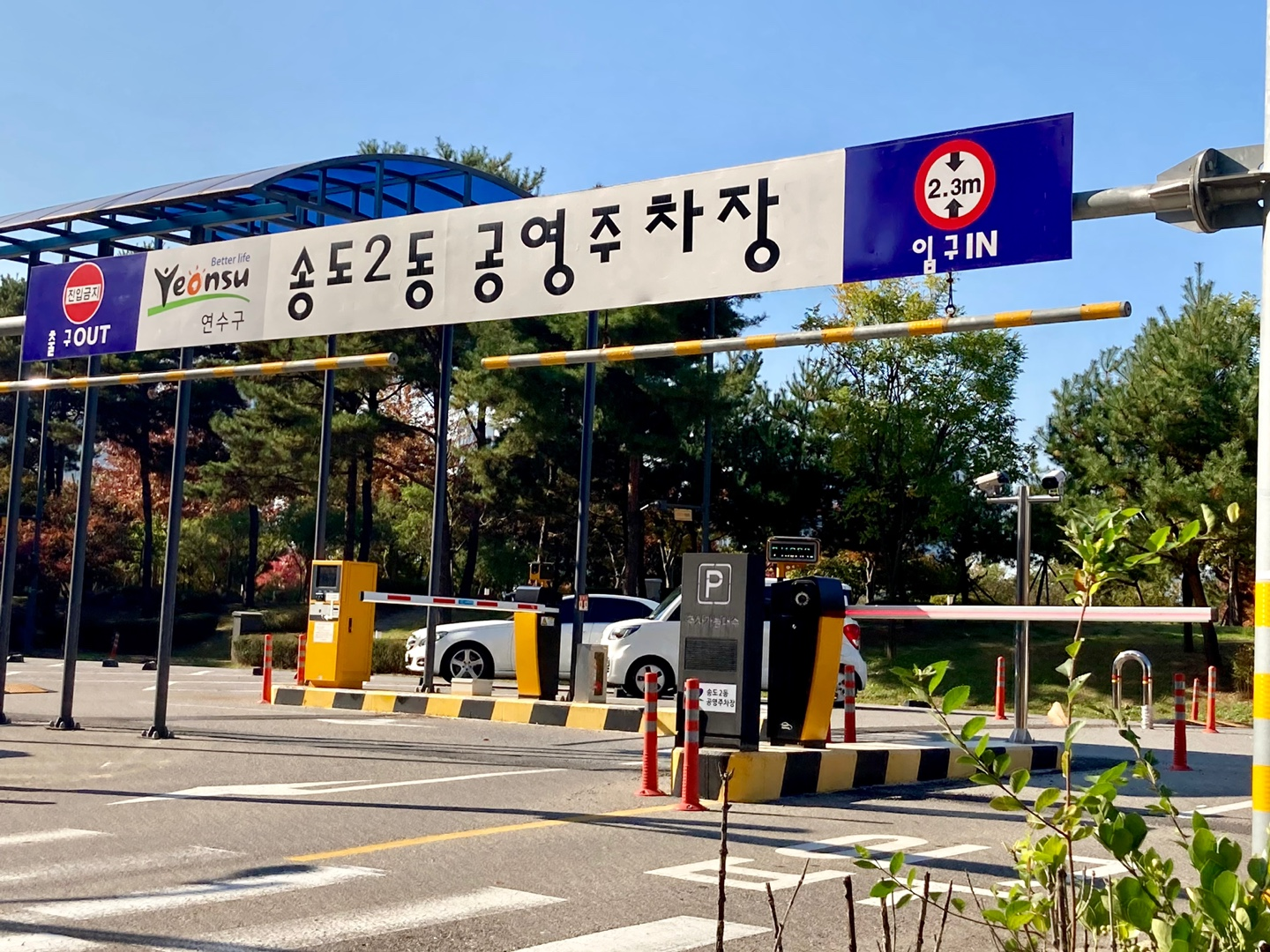
송도2동행정복지센터 공영주차장

## 철도 연계역
- 인천 도시철도 1호선 : 캠퍼스타운역[B]